# Institut de la maison de Bourbon
Pour les articles homonymes, voir IMB.
L'Institut de la maison de Bourbon (IMB), fondé en 1973 à la demande du prince Jacques-Henri de Bourbon, est une association reconnue comme établissement d'utilité publique par décret du Conseil d'État le 23 avril 1997. L'institut a pour but de promouvoir l'histoire de France, de ses rois et, plus particulièrement, de la maison de Bourbon, qui régna sur la France et sur une grande partie de l'Europe et du monde. Il travaille également à la préservation des traditions et du patrimoine français. Enfin, il organise diverses manifestations commémorant les grands événements historiques liés à l'œuvre royale.

## Création
Imaginé en 1971 par Patrick Esclafer de La Rode, sur le modèle de l'institut Napoléon, l'Institut de la maison de Bourbon est approuvé par les princes Jacques-Henri et Alphonse de Bourbon en février 1973. Il est alors fondé officiellement et inscrit au Journal officiel en mai de la même année. 
Le 28 février 2009, Charles-Emmanuel de Bauffremont succède à son père à la tête de l'institut. Le duc de Bauffremont est quant à lui nommé président émérite.

## Objectifs
Ses objectifs, tels que précisés dans ses statuts, sont de « promouvoir la connaissance de l'histoire de France et du règne de la Maison royale », d'« être le conservatoire des traditions » et de « transmettre les valeurs qui ont fait la France dans la fidélité indéfectible à l'aîné des Capétiens ». Concrètement, les principales actions de l'IMB sont l'organisation de manifestations commémorant de grands événements historiques et le patronage de diverses manifestations culturelles.